# 八王子バイパス

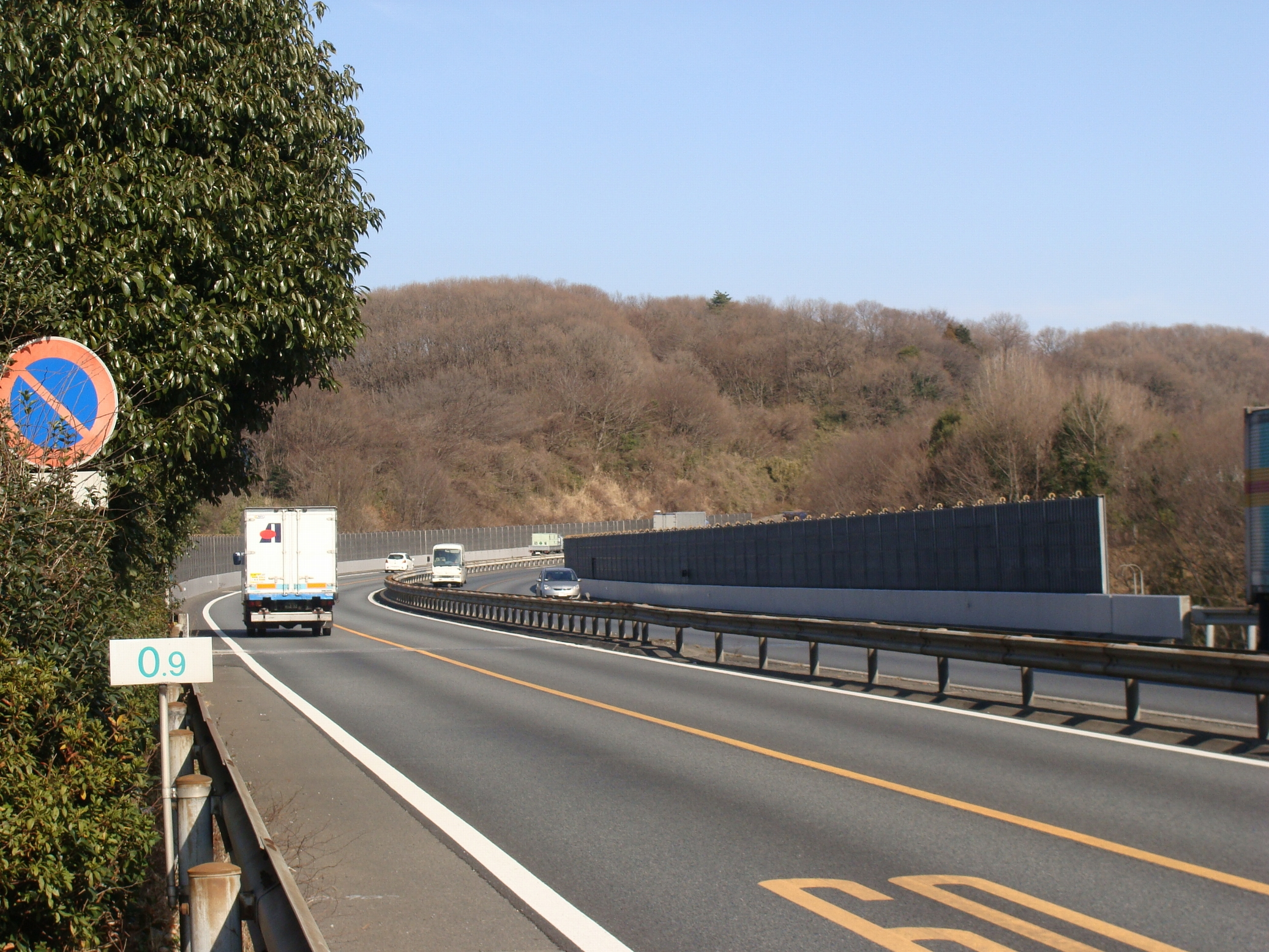
八王子バイパス

八王子バイパス（はちおうじバイパス）は、神奈川県相模原市緑区橋本から東京都八王子市宇津木町へ至る国道16号のバイパスである。

## 概要
起点である相原インターチェンジから打越インターチェンジまでの前半部分による立体交差高架区間と、打越交差点から終点である左入橋交差点までの後半部分による平面交差地上区間に分けられる。前半部分による立体交差高架区間はかつて有料道路で、案内標識は緑色であった。
前半部分による立体交差高架区間は車道と歩道の分離が厳格に実施されている。同区間内では、125 cc以下の二輪車（原付一種および原付二種）は車道を走行可能であるが、自転車含む軽車両は通行止めとなっている（普通自転車は併設されている歩道を常時徐行により走行することができる）。

## 起点終点等
- 起点：神奈川県相模原市緑区橋本
- 終点：東京都八王子市宇津木町
- 全長：約10.3 km（旧有料区間の全長は4.5 km）
- 車線数：4車線
- 旧有料区間償還完了：2015年（平成27年）10月30日[1]
- 制限速度：60 km/h
- 最急勾配 : 5%

## 沿革
- 1985年（昭和60年）10月31日 - 供用開始。
- 2005年（平成17年）10月1日 - 道路関係四公団民営化により、有料区間管理が日本道路公団から中日本高速道路に移管。
- 2010年（平成22年）6月28日 - 高速道路無料化の社会実験開始。有料区間が対象となる。当初は2011年（平成23年）3月までの予定だったが、同年6月19日まで継続された[2]。
- 2015年（平成27年）
  - 9月30日 - 同年10月31日0時から、料金無料化を国土交通省および中日本高速道路が発表[3]。
  - 10月31日 - 有料区間の償還完了により無料化。管理が中日本高速道路から国土交通省関東地方整備局相武国道事務所に移管[4]。
  - 11月 - 全線の最高速度が60 km/hとなる。（それまでは、打越IC以北が50 km/hであった。）
- 2023年（令和5年）6月3日 - 令和5年台風第2号の集中豪雨により相原地内で法面が崩壊。トラックが巻き込まれて1人が負傷。鑓水インターチェンジと相原インターチェンジの間で通行止となった[5]。

## インターチェンジ及び交差点など
- 施設名欄の背景色が■である部分は施設が供用されていない、または完成していないことを示す。

| 施設名                                                                                          | キロ（相原起点）             | 接続路線                                                                                  | 備考   | 規格 | 最高速度 | 車線数 | 所在地                                 | 所在地       | 管理       |
| ----------------------------------------------------------------------------------------------- | ---------------------------- | ----------------------------------------------------------------------------------------- | ------ | ---- | -------- | ------ | -------------------------------------- | ------------ | ---------- |
| 国道16号（国道129号・横浜方面）に直結、国道413号（橋本陸橋）に接続                              |                              |                                                                                           |        |      |          |        |                                        |              |            |
| 元橋本交差点                                                                                    | -                            | 国道16号（現道）と分岐する。                                                              |        | -    | 60km/h   | 4      | 神奈川県                               | 相模原市緑区 | 国土交通省 |
| 相原インターチェンジ                                                                            | 0.0                          | 東京都道47号八王子町田線（町田街道）                                                      |        | -    | 60km/h   | 4      | 神奈川県                               | 相模原市緑区 | 国土交通省 |
| 相原インターチェンジ                                                                            | 0.0                          | 東京都道47号八王子町田線（町田街道）                                                      | 東京都 | -    | 60km/h   | 4      | 町田市                                 |              | 国土交通省 |
| 鑓水インターチェンジ                                                                            | 1.3                          | 国道16号（現道） 柚木街道（神奈川県道525号府中相模原線）に近接                            | 東京都 | -    | 60km/h   | 4      | 八王子・拝島方面の入口、横浜方面の出口 | 八王子市     | 国土交通省 |
| 旧御殿山料金所                                                                                  |                              |                                                                                           | 東京都 | -    | 60km/h   | 4      |                                        | 八王子市     | 国土交通省 |
| 片倉インターチェンジ                                                                            |                              | 北野台団地の中に位置                                                                      | 東京都 | -    | 60km/h   | 4      | 横浜方面の入口、八王子・拝島方面の出口 | 八王子市     | 国土交通省 |
| 中谷戸インターチェンジ                                                                          |                              | 旭ヶ丘団地、東急片倉台団地                                                                | 東京都 | -    | 60km/h   | 4      |                                        | 八王子市     | 国土交通省 |
| 打越インターチェンジ（打越交差点）                                                              |                              | 東京都道160号下柚木八王子線（野猿街道）：重複区間開始 東京都道173号上館日野線（北野街道） | 東京都 | -    | 60km/h   | 4      |                                        | 八王子市     | 国土交通省 |
| 北野町南交差点                                                                                  |                              | 東京都道160号下柚木八王子線（野猿街道）：重複区間終了                                     | 東京都 | -    | 60km/h   | 4      |                                        | 八王子市     | 国土交通省 |
| 北野町交差点                                                                                    |                              | 東京都道174号長沼北野線                                                                   | 東京都 | -    | 60km/h   | 4      |                                        | 八王子市     | 国土交通省 |
| 北野町交差点                                                                                    | 国道20号（八王子南バイパス） |                                                                                           | 東京都 | -    | 60km/h   | 4      |                                        | 八王子市     | 国土交通省 |
| 大和田町四丁目交差点                                                                            |                              | 国道20号（甲州街道）                                                                      | 東京都 | -    | 60km/h   | 4      |                                        | 八王子市     | 国土交通省 |
| 八王子IC第一出口                                                                                |                              | E20 中央自動車道                                                                          | 東京都 | -    | 60km/h   | 4      | 高井戸IC方面から横浜方面のみ           | 八王子市     | 国土交通省 |
| 左入町東交差点                                                                                  |                              | 東京都道169号淵上日野線（滝山街道） ※国道411号に直結                                      | 東京都 | -    | 60km/h   | 4      |                                        | 八王子市     | 国土交通省 |
| 左入橋交差点                                                                                    |                              | 国道16号（現道） 東京都道169号淵上日野線（新滝山街道）                                    | 東京都 | -    | 60km/h   | 4      |                                        | 八王子市     | 国土交通省 |
| 東京都道169号淵上日野線（新滝山街道）（あきる野IC方面）に直結、国道16号（拝島・川越方面）に接続 |                              |                                                                                           |        |      |          |        |                                        |              |            |

## 有料時代の通行料金
全線均一料金であり、料金所はバイパスの中間地点に本線料金所が置かれる形態であった。以下の料金は2015年（平成27年）10月時点のもの。同年10月31日から無料化された。

### ETCなしの料金
- 特大車：970円
- 大型車：430円
- 中型車：260円
- 普通車：260円
- 軽自動車等：260円
- 原付（125 cc以下の二輪車）：30円
- 軽車両（自転車等）：30円

- 歩行者：無料

## 橋梁
- 新浅川橋（浅川、八王子市北野町 - 同市大和田町）

## ギャラリー

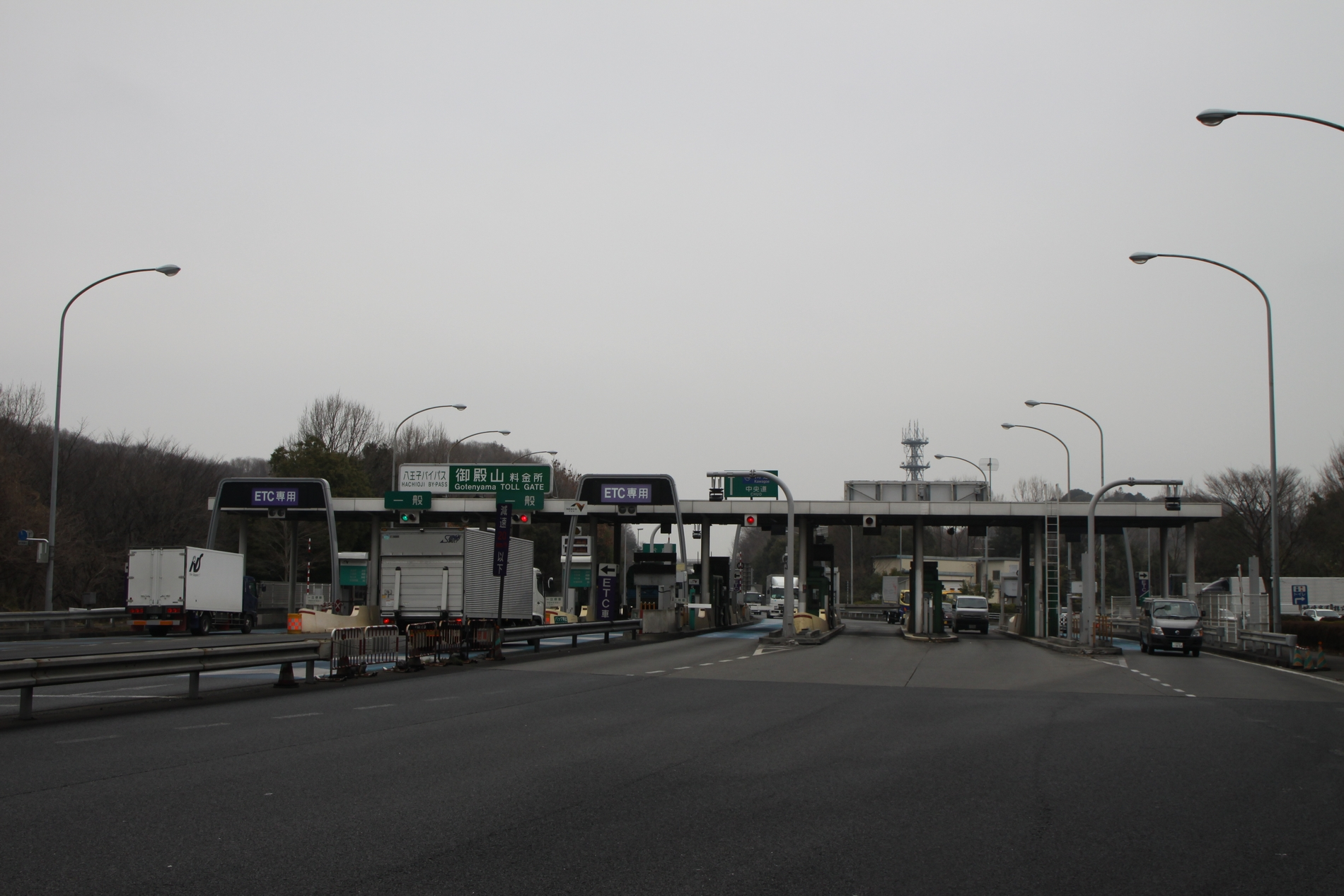
八王子バイパス旧御殿山料金所
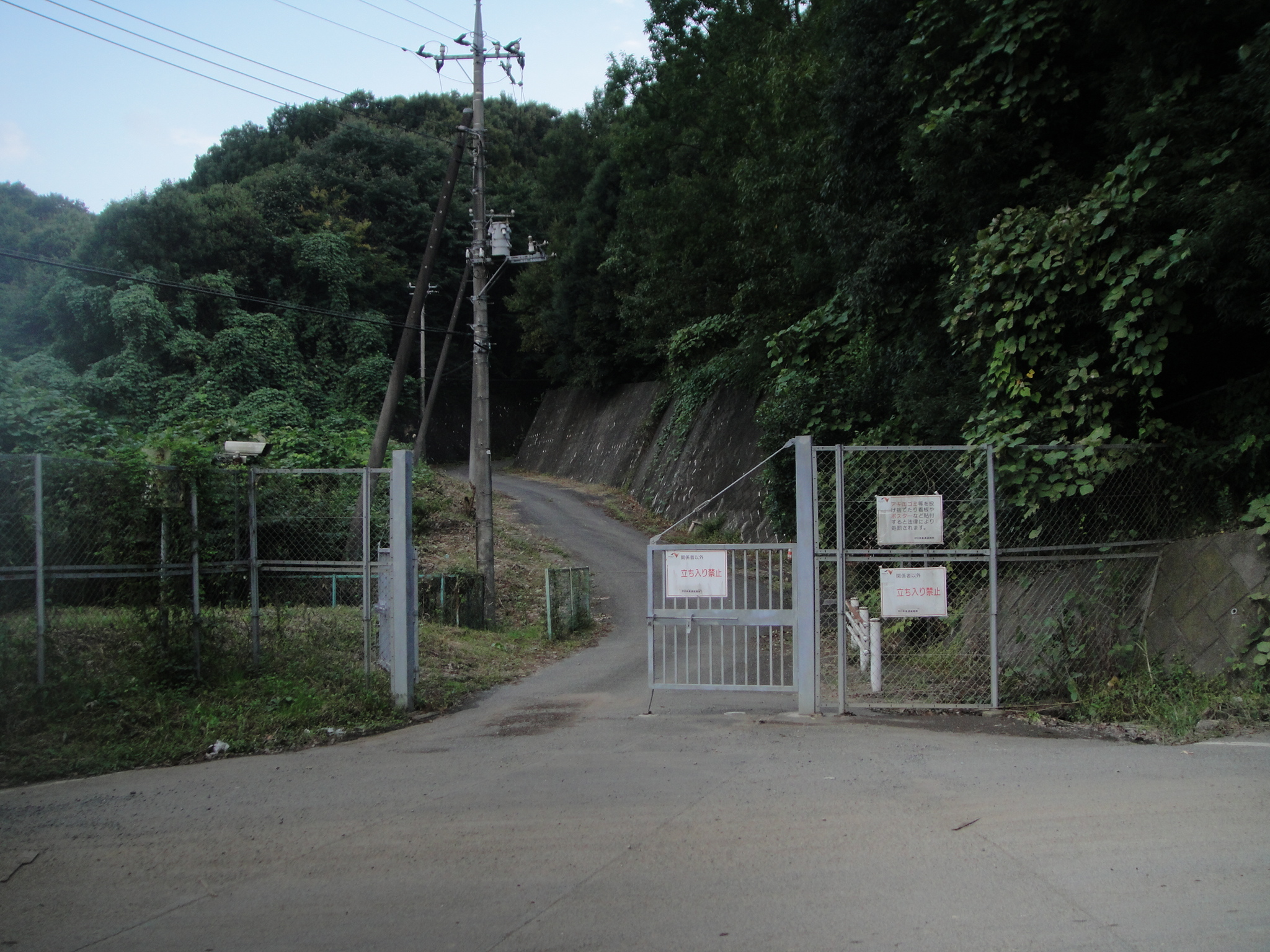
鑓水にあった旧御殿山料金所の関係者専用の入り口
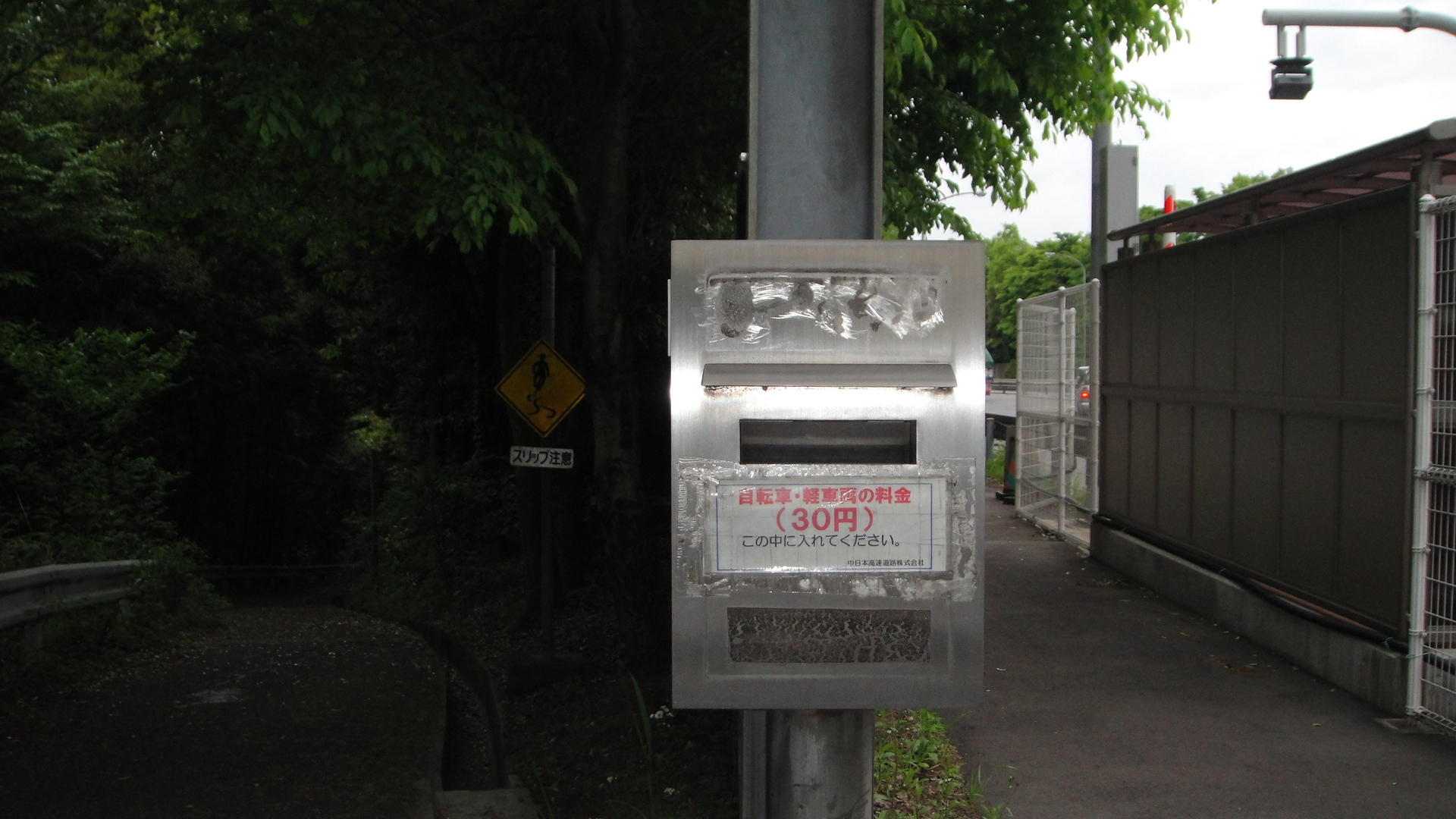
有料であった時代に旧御殿山料金所に設置されていた軽車両専用の通行料金収受箱
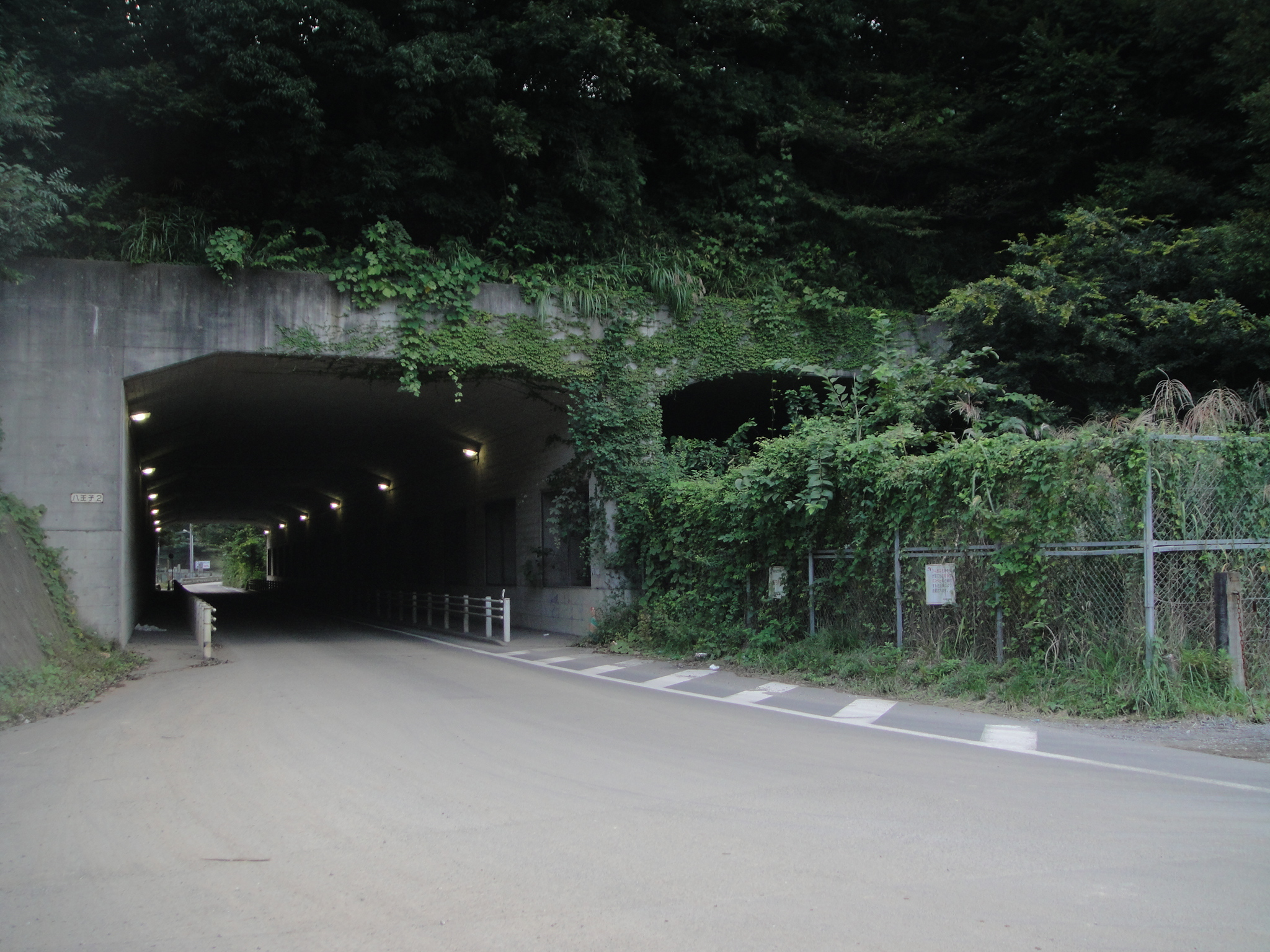
バイパス高架下には通行用の立体交差が数か所設置されている。（写真は旧御殿山料金所付近の高架下）